# Hidrografia da Bélgica

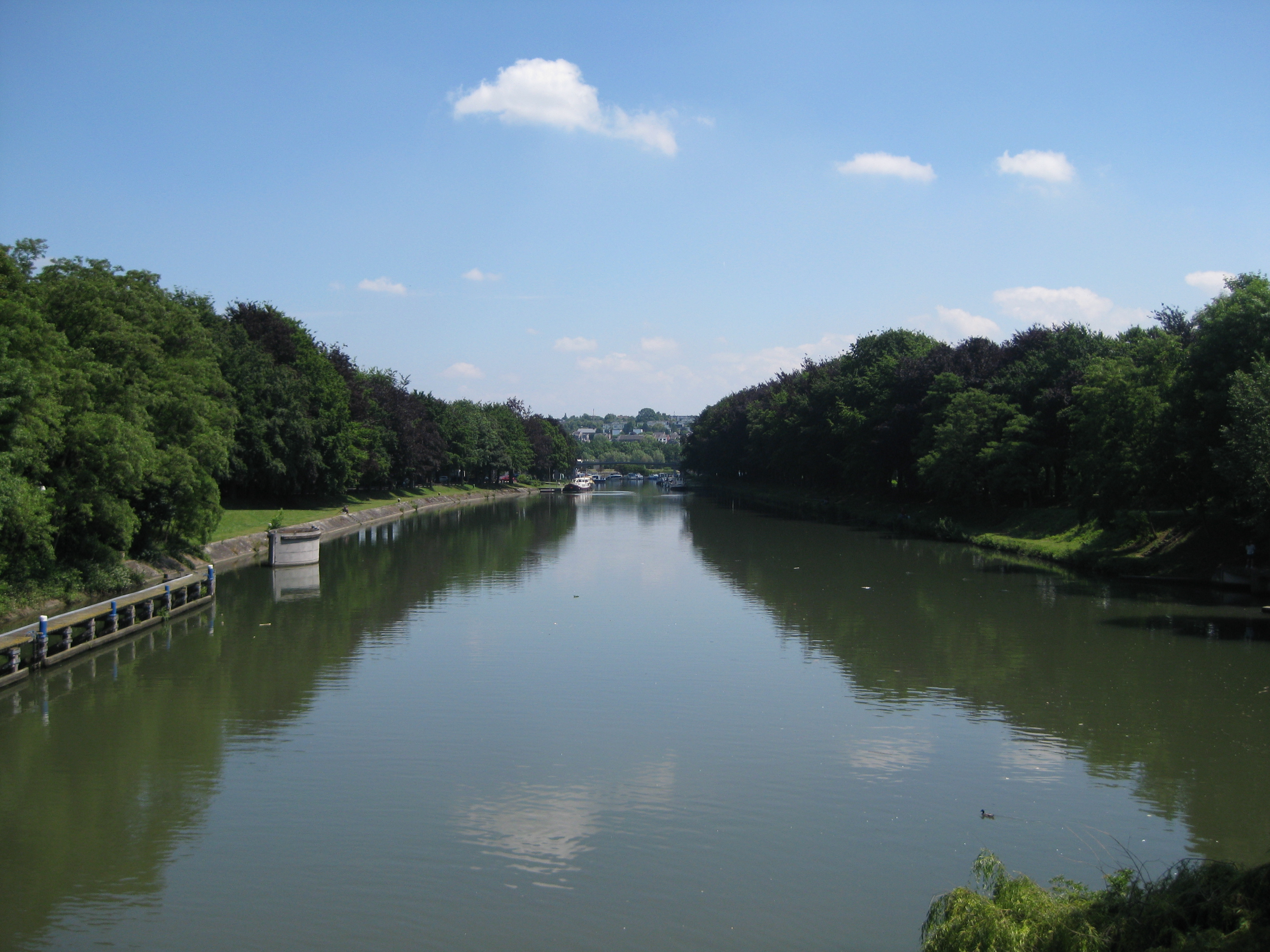
Rio na Bélgica

A Hidrografia da Bélgica, um país situado na região noroeste da Europa, é marcada por uma rede de rios, canais e bacias hidrográficas que desempenham um papel crucial na vida e na economia do país. A hidrografia da Bélgica desempenha um papel vital na vida do país, fornecendo rotas de transporte, água para irrigação e recreação, e suportando uma variedade de ecossistemas naturais. Apesar dos desafios enfrentados, a Bélgica continua a valorizar e proteger seus recursos hídricos, reconhecendo sua importância para o bem-estar e o desenvolvimento sustentável do país.

## Rios principais
Os principais rios da Bélgica são o Rio Escalda (Scheldt), o Rio Mosa (Meuse) e o Rio Reno (Rhine). O rio Escalda, que tem sua nascente na França, flui através da Bélgica e desemboca no Mar do Norte, ao norte da cidade de Antuérpia. É um dos rios mais importantes do país, navegável em grande parte de sua extensão e desempenha um papel fundamental no comércio marítimo belga.
O rio Mosa, que tem sua nascente na França, atravessa o leste da Bélgica, passando por cidades como Liège e Namur, antes de entrar nos Países Baixos. O Mosa é outro rio vital para a Bélgica, oferecendo rotas de transporte importantes e suportando atividades industriais e agrícolas ao longo de suas margens.
O rio Reno, embora não nasça na Bélgica, forma parte da fronteira oriental do país com a Alemanha. Ele se junta ao rio Mosa perto da cidade de Roermond, nos Países Baixos. Apesar de sua curta extensão na Bélgica, o Reno desempenha um papel significativo no comércio e na navegação internacional.

## Canais

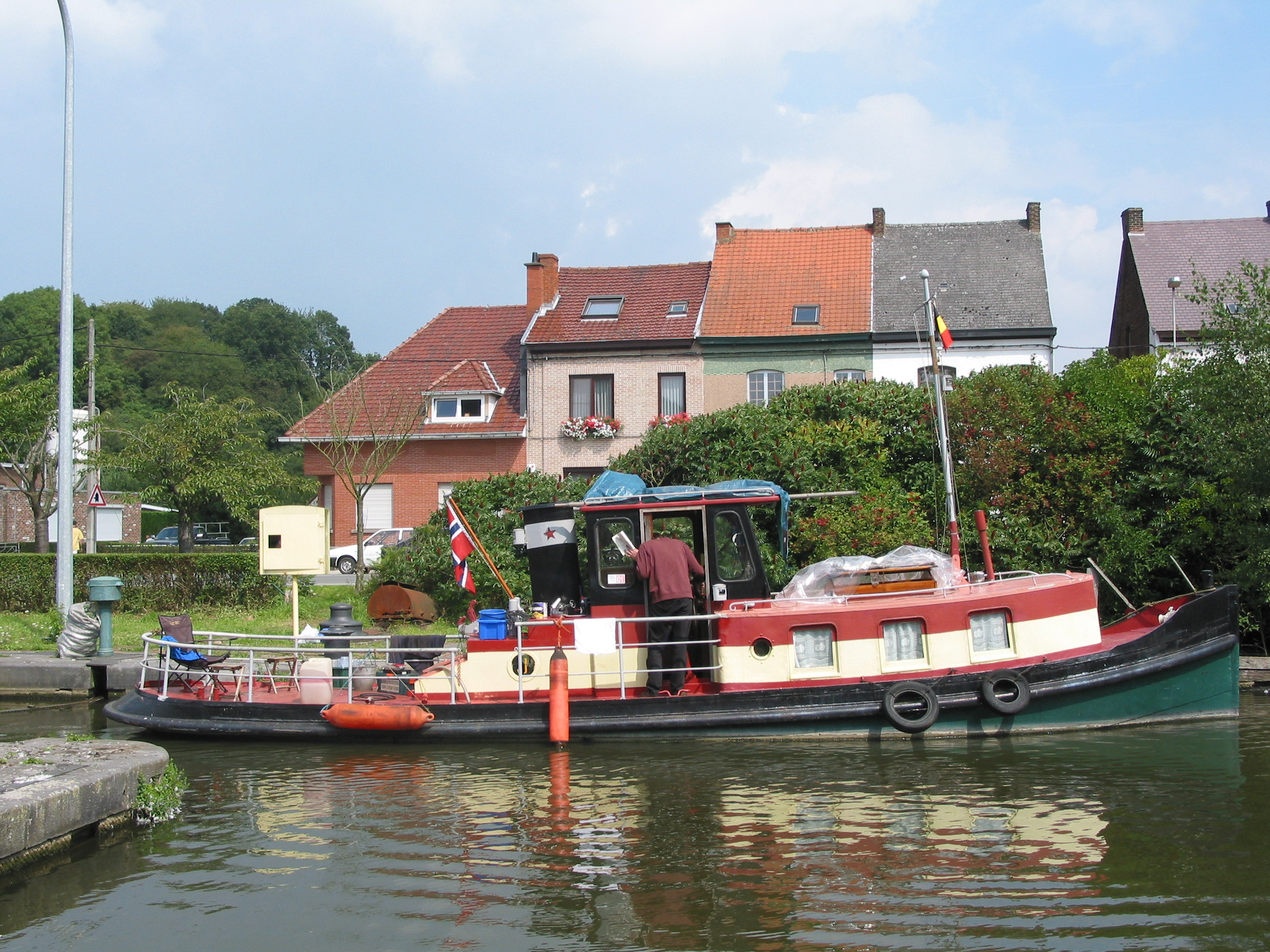
Canal na Bélgica.

Além dos rios, a Bélgica é atravessada por uma extensa rede de canais, muitos dos quais foram construídos ao longo dos séculos para facilitar o transporte e a irrigação. Os canais desempenham um papel importante no transporte de mercadorias, especialmente entre as cidades do interior e os portos marítimos. Os principais canais encontrados na Bélgica são:
1. Canal de Bruxelas-Charleroi: Este é um dos canais mais importantes da Bélgica, conectando as cidades de Bruxelas e Charleroi. Ele desempenha um papel vital no transporte de mercadorias entre as duas cidades e é uma via importante para a indústria e o comércio.
2. Canal do Centro: Localizado na região da Valônia, o Canal do Centro é um dos principais canais de navegação da Bélgica. Ele conecta os rios Sena e Mosa e desempenha um papel importante no transporte de mercadorias, especialmente carvão e produtos siderúrgicos.
3. Canal Albert: Este canal, que liga Antuérpia a Liège, é um dos canais mais movimentados da Europa. Ele desempenha um papel vital no transporte de mercadorias para o porto de Antuérpia, um dos maiores portos do mundo.
4. Canal Gent-Terneuzen: Este canal conecta as cidades de Gent, na Bélgica, e Terneuzen, nos Países Baixos. Ele é uma importante rota de transporte para a indústria portuária de Gent e desempenha um papel vital no comércio internacional.
5. Canal de Willebroek: Localizado na região de Flandres, o Canal de Willebroek é um importante canal de navegação que conecta Bruxelas a Antuérpia. Ele desempenha um papel importante no transporte de mercadorias e também é usado para recreação e turismo.

## Bacias hidrográficas
As bacias hidrográficas da Bélgica são organizadas em torno dos principais rios do país e seus afluentes. A bacia do Escalda, a maior e mais importante, abrange grande parte do norte e oeste da Bélgica. A bacia do Mosa, localizada no leste do país, é a segunda maior e inclui uma série de rios menores que desaguam no Mosa. A bacia do Reno é menor, mas ainda desempenha um papel significativo na hidrografia belga. As principais bacias hidrográficas da Bélgica são:
1. Bacia do Rio Escalda (Scheldt): O rio Escalda é um dos mais importantes da Bélgica, percorrendo uma parte significativa do país. Ele nasce na França e passa pela Bélgica antes de desaguar no Mar do Norte, próximo à cidade de Antuérpia. O rio Escalda desempenha um papel vital no transporte marítimo e fluvial, especialmente para o porto de Antuérpia, um dos maiores portos da Europa.
2. Bacia do Rio Mosa (Meuse): O rio Mosa também é uma importante via navegável na Bélgica. Ele nasce na França e atravessa o leste da Bélgica antes de entrar nos Países Baixos. O rio Mosa é usado para navegação, controle de enchentes e geração de energia hidrelétrica.
3. Bacia do Rio Schelde (Sambre): O rio Sambre é um afluente do rio Mosa e também faz parte da bacia hidrográfica do rio Escalda. Ele nasce na França e atravessa o sul da Bélgica, passando por cidades como Charleroi e Namur. O rio Sambre é utilizado para navegação e abastecimento de água.[9]
4. Bacia do Rio Rupel: O rio Rupel é um pequeno rio na região de Flandres, na Bélgica. Ele é um afluente do rio Escalda e desempenha um papel importante no sistema de drenagem da região.
5. Bacia do Rio Yser (IJzer): O rio Yser é um pequeno rio localizado na região de Flandres, na Bélgica. Ele deságua no Mar do Norte e é conhecido por seu papel na Primeira Guerra Mundial, onde foi palco de várias batalhas.[10]

## Desafios e Gestão
Apesar de sua extensa rede hidrográfica, a Bélgica enfrenta desafios relacionados à qualidade da água e à gestão sustentável dos recursos hídricos. A poluição industrial e agrícola, juntamente com o crescimento urbano, pode afetar a qualidade da água dos rios e canais. Além disso, as mudanças climáticas estão aumentando o risco de inundações e secas na Bélgica, exigindo medidas de adaptação e mitigação por parte das autoridades.